# Łantuchowo
Łantuchowo – dawna kolonia i folwark. Tereny na których był położony, leżą obecnie na Białorusi, w obwodzie witebskim, w rejonie głębockim, w sielsowiecie Hołubicze.
Inna nazwa wsi to Łańtuchowo

## Historia
W czasach zaborów w granicach Imperium Rosyjskiego.
W dwudziestoleciu międzywojennym folwark i kolonia leżała w Polsce, w województwie wileńskim, w powiecie dziśnieńskim, w gminie Dokszyce, następnie w gminie Hołubicze.
Według Powszechnego Spisu Ludności z 1921 roku zamieszkiwało:
- folwark – 12 osób, 5 było wyznania rzymskokatolickiego a 7 prawosławnego. Jednocześnie wszyscy mieszkańcy zadeklarowali polską przynależność narodową. Był tu 1 budynek mieszkalny[3].
- kolonię – 50 osób, 42 były wyznania rzymskokatolickiego a 8 prawosławnego. Jednocześnie 49 mieszkańców zadeklarowało polską przynależność narodową a 1 inną (rosyjską). Było tu 8 budynków mieszkalnych[3].
- Wykaz miejscowość z 1938 wymienia jedynie kolonię i podaje, że w 1931 w 11 domach zamieszkiwało 65 osób[4].

Miejscowości należały do parafii rzymskokatolickiej w m. Zaszcześle i prawosławnej w Hołubiczach. Podlegała pod Sąd Grodzki w Głębokiem i Okręgowy w Wilnie; właściwy urząd pocztowy mieścił się w Królewszczyźnie.